# Hans Joachim Tornau
Hans Joachim Tornau (* 22. November 1923 in Detmold; † 20. März 2014 in Bad Salzuflen) war ein deutscher Landwirt, Politiker und ehemaliger Landtagsabgeordneter (FDP).

## Leben und Beruf
Hans Joachim Tornau besuchte die örtliche Volksschule und dann das Gymnasium Leopoldinum in Detmold. Im Jahr 1941 legte er das Kriegsabitur ab. Er wurde mobilisiert und war von 1941 bis 1945 Soldat der Wehrmacht. Nach Kriegsende war er von 1945 bis 1948 in einer landwirtschaftlichen Ausbildung. Anschließend war er von 1948 bis 1951 als Verwalter und ab 1951 als Betriebsleiter auf Gut Vinnen im Lipperland tätig.

## Abgeordneter
Im Jahr 1956 wurde Tornau ein Mitglied der FDP und war in zahlreichen Parteigremien vertreten. Ab 1964 gehörte er dem Rat der Gemeinde Lockhausen an. Er war Vorsitzender des Landwirtschaftlichen Vereins in Schötmar. Vom 23. Juli 1962 bis 25. Juli 1970 war Tornau Mitglied des Landtags des Landes Nordrhein-Westfalen. Er wurde jeweils über die Landesliste seiner Partei gewählt.